# Strictly Business
Albums de EPMD
Unfinished Business
(1989)
Singles
1. It's My Thing
Sortie : 1987
2. I'm Housin
Sortie : 1988
3. Strictly Business
Sortie : 27 août 1988
4. You Gots to Chill
Sortie : 1988

Strictly Business est le premier album studio d'EPMD, sorti le 7 juin 1988.
L'album s'est classé 1er au Top R&B/Hip-Hop Albums et 80e au Billboard 200 et a été certifié disque d'or par la Recording Industry Association of America (RIAA) le 9 novembre 1988.
Strictly Business a été très bien accueilli par la critique. The Face l'a classé à la troisième place des « meilleurs albums de 1988 » et Sounds à la cinquantième place de sa liste des « meilleurs albums de 1988 ».
En 1998, The Source l'a inclus dans sa liste de « 100 meilleurs albums de rap ». En 1999, ego trip l'a désigné quatrième « meilleur album de hip-hop de 1988 ». En 2003, le magazine Blender l'a classé dans ses « 500 CDs que vous devez posséder avant de mourir ». Toujours en 2003, il se retrouve à la 453e place des « 500 plus grands albums de tous les temps selon Rolling Stone ».

## Liste des titres
| No  | Titre                 | Contient un (des) sample(s) de | Durée |
| --- | --------------------- | --- | ----- |
| 1.  | Strictly Business     | I Shot the Sheriff d'Eric Clapton Jungle Boogie de Kool & the Gang Auto Man (Dub Version) de Newcleus It's My Thing d'EPMD Scotty, Beam Us Up (extrait de la série Star Trek) | 4:47  |
| 2.  | I'm Housin            | Rock Steady d'Aretha Franklin It's My Thing d'EPMD | 4:01  |
| 3.  | Let the Funk Flow     | (It's Not the Express) It's the J.B.'s Monaurail des J.B.'s Nobody Knows You (When You're Down and Out) d'Otis Redding Slow and Low des Beastie Boys | 4:16  |
| 4.  | You Got's to Chill    | More Bounce to the Ounce de Zapp Jungle Boogie de Kool & the Gang Catch a Groove de Juice I Can't Stop de John Davis and the Monster Orchestra I Know You Got Soul d'Eric B. & Rakim Strictly Business d'EPMD | 4:26  |
| 5.  | It's My Thing         | Seven Minutes of Funk de The Whole Darn Family It's My Thing de Marva Whitney Different Strokes de Syl Johnson Long Red de Mountain Another Brick in the Wall (Part I) de Pink Floyd | 5:45  |
| 6.  | You're a Customer     | Cheap Sunglasses de ZZ Top Fly Like an Eagle du Steve Miller Band This Old Man (traditionnel) Jungle Boogie de Kool & the Gang | 5:28  |
| 7.  | The Steve Martin      | Let Me Come on Home d'Otis Redding Pee-Wee's Dance de Joeski Love Patty Duke de Cloud One | 4:44  |
| 8.  | Get Off the Bandwagon | | 4:25  |
| 9.  | D.J. K La Boss        | The Mood de Kashif Daisy Lady de 7th Wonder Thriller de Michael Jackson featuring Vincent Price Cuttin' It Up de L.T.D. Take the Money and Run du Steve Miller Band Fresh, Wild, Fly and Bold des Cold Crush Brothers Roxanne Roxanne d'UTFO Bring the Beat Back de Steady B Change the Beat (Female Version) de Beside Human Beat Box des Fat Boys (Nothing Serious) Just Buggin' de Whistle It's My Thing d'EPMD Feel Good de Fancy | 4:31  |
| 10. | Jane                  | Mary Jane de Rick James Papa Was Too de Joe Tex | 2:59  |